# Psychotria rhombocarpa
Psychotria rhombocarpa är en måreväxtart som beskrevs av Ryozo Kanehira. Psychotria rhombocarpa ingår i släktet Psychotria och familjen måreväxter. Inga underarter finns listade i Catalogue of Life.